# Claeys (onderneming)

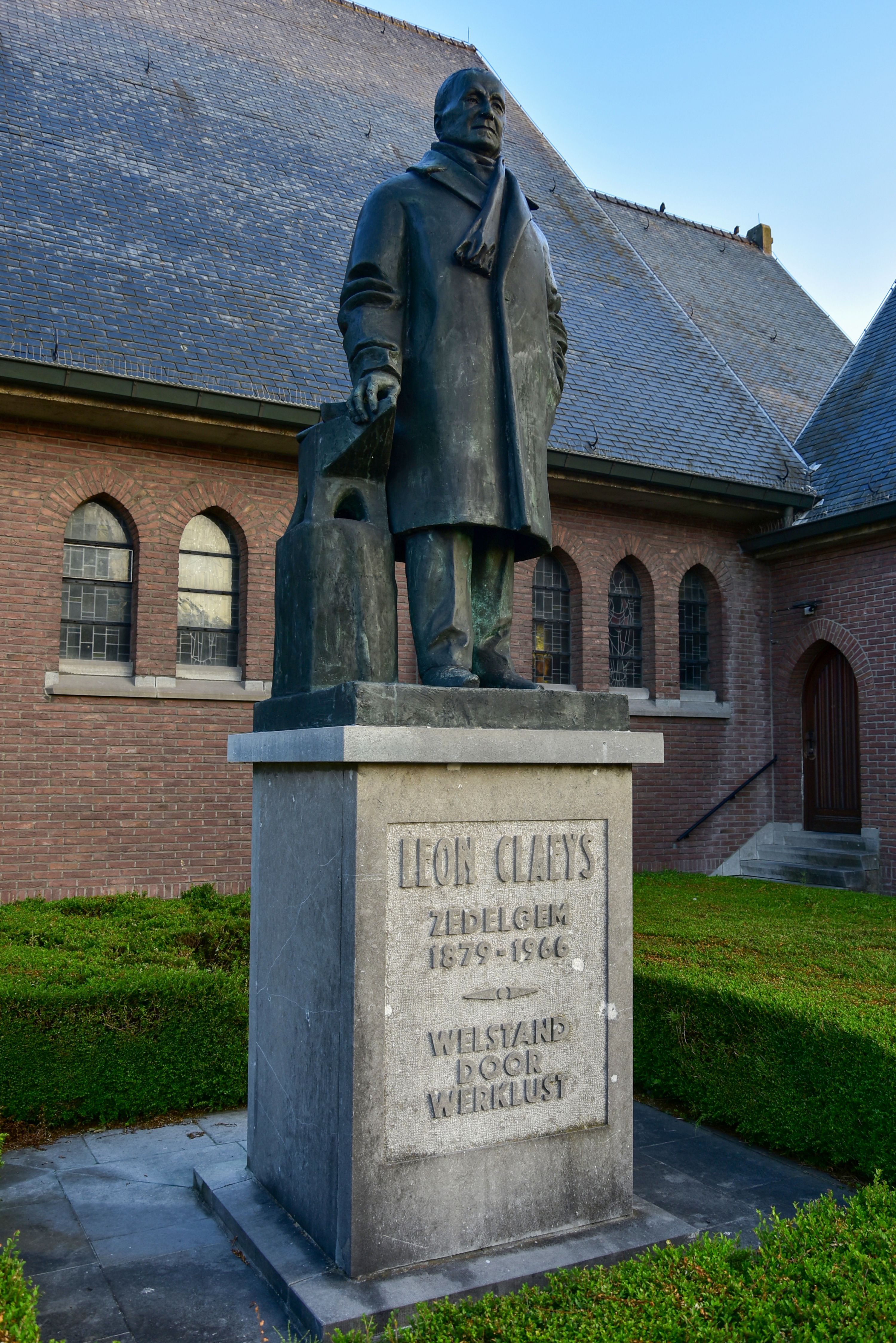
Leon Claeys aan de Sint-Eligiuskerk te Zedelgem

Claeys is een Belgische onderneming die landbouwwerktuigen produceert, voornamelijk maaidorsers.

## Claeys
Het begon in de 18de-eeuwse smidse van Alexander Claeys en zijn zoon Louis. Leon Claeys (1879-1966) was de tweede van de zes zoons van Louis.
Hij begon in 1896 als producent van fietsen, na in de leer te zijn gegaan bij fietsenmaker Fons Decloedt in Oostkamp. Na een bezoek aan landbouwmachinefabriek Jacobi in Duitsland, schakelde hij over op de verdeling en de productie van landbouwmachines, meer bepaald dorsmachines.
Leon Claeys' eerste dorsmachine, die dateert van na de Eerste Wereldoorlog, was stationair en werd aangedreven door een paard in een rosmolen. Daarna bouwde hij al vlug semi-dieselmotoren en vervolgens dieselmotoren met zijn firma "Werkhuizen Leon Claeys". Die motoren werden gebruikt om de dorsmachines aan te drijven. Zoon Louis (1908-1980) voegde zich bij het bedrijf in 1928. Na vier jaar was zijn eerste zelfgemaakte dorsmachine een feit: model 42.
Eind jaren 30 werden er ook vlasoogstmachines gebouwd. In 1938 werden 300 dergelijke machines aan Frankrijk geleverd. Dit bracht de fabriek financieel weer in evenwicht en ze draaide op volle toeren tot de Tweede Wereldoorlog uitbrak. Tijdens de eerste helft van de jaren 40 werd de fabriek bezet en gebruikt voor het herstellen van vliegtuigen. In die periode werd er ook een tractor ontworpen en geproduceerd. De productie van tractoren zou te veel tijd en een te groot kapitaal vergen, zodat de productie kort na de oorlog werd stopgezet. Tijdens de oorlogsjaren werden er 75 tractoren gebouwd. 

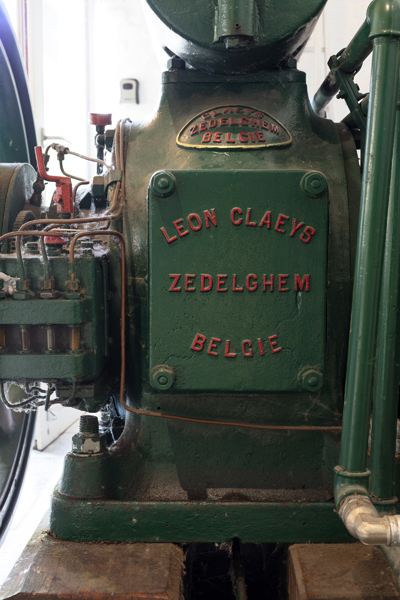
Pomp met merk Leon Claeys

In 1947 kwamen Amerikaanse landbouwfirma's zoals John Deere en International Harvester met een getrokken maaidorser op de Europese markt. Het was duidelijk dat daar toekomst in stak. Louis Claeys en zijn medewerker woonden een aantal demonstraties bij van getrokken maaidorsers en besloten toen zelf een getrokken maaidorser te produceren. De eerste MK verliet in 1948 de firma. Dit was een grote overstap. De machine voerde twee bewerkingen in één keer uit: maaien en dorsen. De machine was robuust en sterk maar was daardoor wel zwaar. Op zware kleigrond slaagde geen enkele tractor erin om de machine te trekken. Er moest dus een nieuwe oplossing komen: een zelfrijdende maaidorser. Een leerrijke en productieve periode lag achter de rug. Het was toen november 1951.
De studie van de zelfrijdende maaidorser werd koortsachtig verdergezet en na vier maanden hard werken zag de eerste zelfrijdende maaidorser het levenslicht: de MZ (staat voor: Maaidorser Zelfrijdend) werd in Parijs aan de wereld voorgesteld op 1 maart 1952. In datzelfde jaar verlieten 25 machines de productiewerkplaatsen. De machine bestond uitsluitend uit handwerk. Er werkten toen ca. 200 mensen in de fabriek.

## Multinationaal
Vanaf 1958 sloot het bedrijf een overeenkomst met het Amerikaanse New Holland, waarbij Claeys de producten van New Holland in België en Luxemburg verdeelde. In 1963 kreeg de fabriek de naam "Clayson".
In 1964 nam het Amerikaanse Sperry-New Holland een meerderheidsparticipatie. De firmanaam veranderde in "New Holland N.V." Na enkele jaren werd New Holland opgekocht door Ford, die het in 1993 doorverkocht aan Fiat. Het bedrijf in Zedelgem heette voortaan "New Holland Belgium". Fiat bezat 80% van de aandelen en Ford 20%. In september van hetzelfde jaar waren alle aandelen in handen van de Fiat Groep. De nieuwe maatschappij werd een wereldleider in de productie van landbouwtractoren, maaidorsers, hakseluitrustingen, hooiwerktuigen en industrieel bouwmaterieel.
Op 17 mei 1999 kocht New Holland Case Corporation 29% van de aandelen en behield Fiat een belang van 71%. Vanaf 2000 waren er 2000 werknemers en de machines, meest voor de export bestemd, behielden een wereldwijde reputatie.
Op 16 mei 2002 werd het bedrijf in Zedelgem hernoemd tot "Case New Holland Belgium NV". Er werden zelfrijdende maaidorsers, zelfrijdende veldhakselaars en grote rechthoekige opraappersen gemaakt. Er werkten ongeveer 2600 mensen op een terrein van 37 hectare.

## Eerbetoon
In Zedelgem staat een standbeeld van Leon Claeys, gemaakt door de beeldhouwers Stefaan Depuydt en Livia Canestraro.
Er is ook een straat naar hem genoemd.

## Galerie van maaidorsers

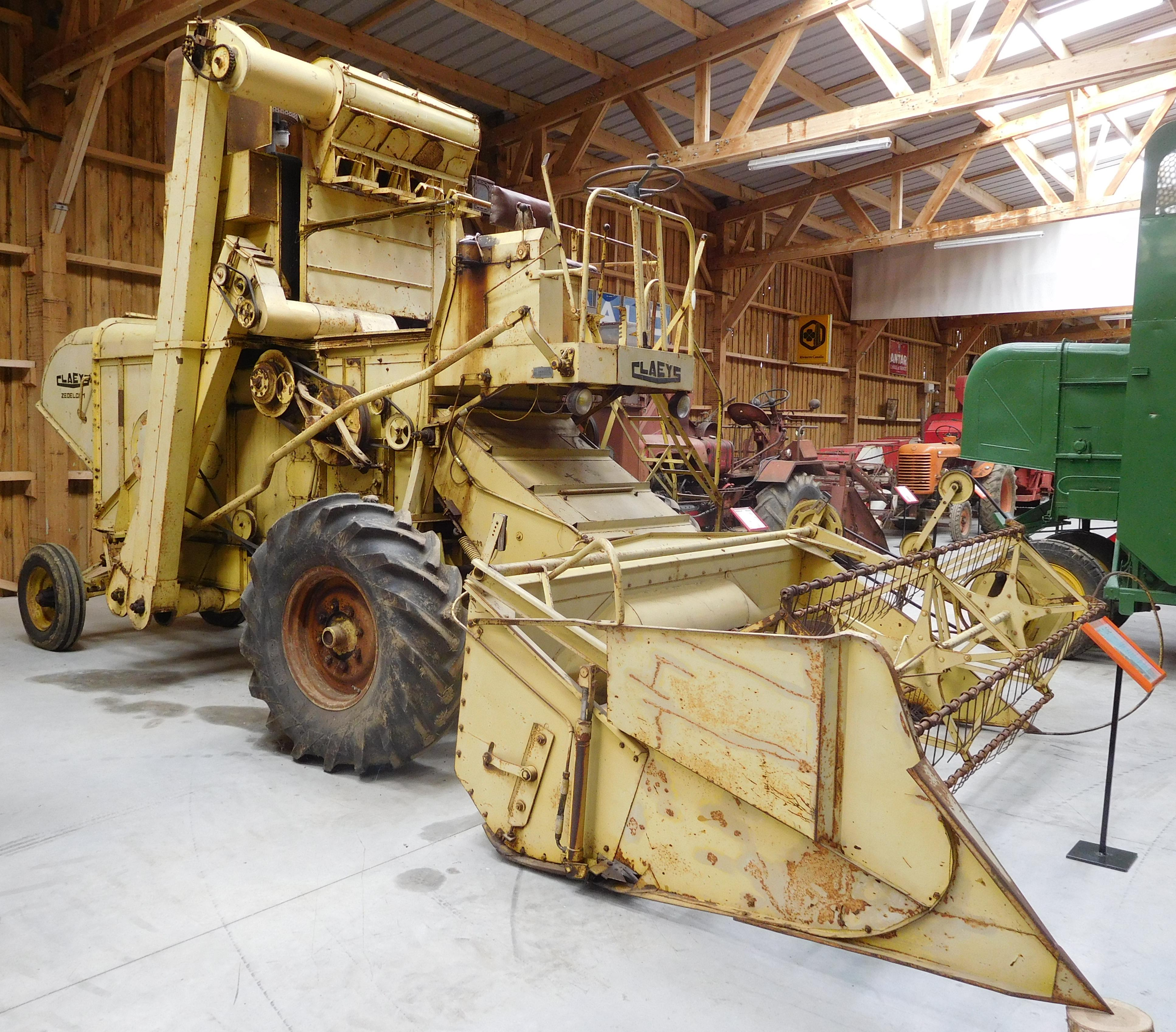
Claeys MZ
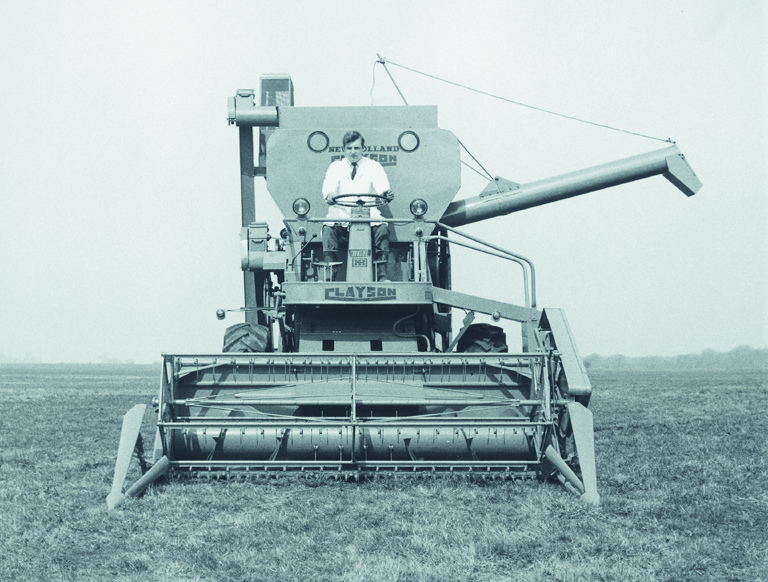
Clayson M103
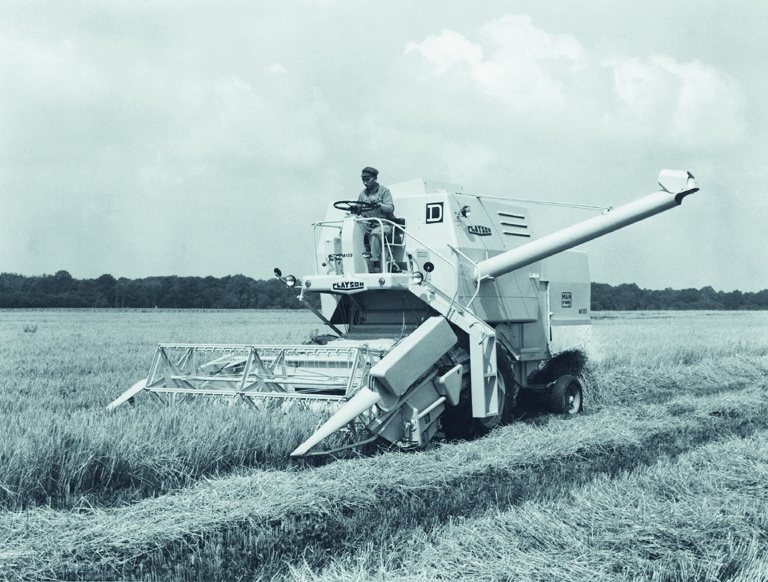
Clayson M133
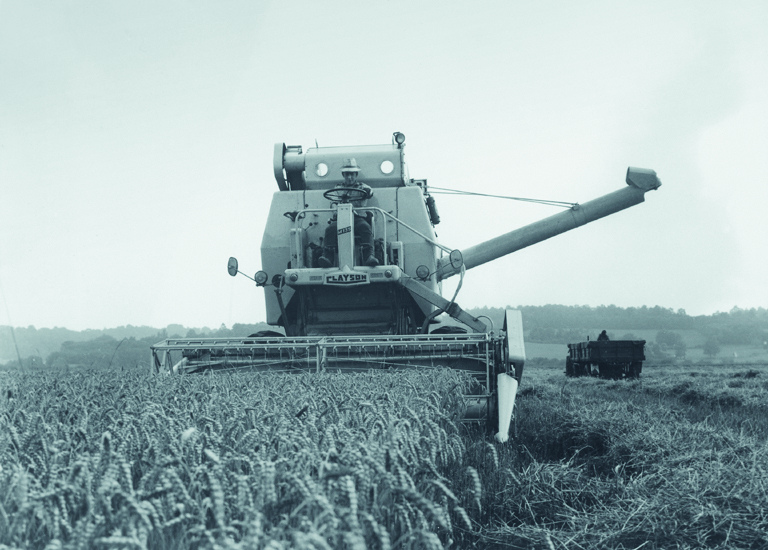
Clayson M135
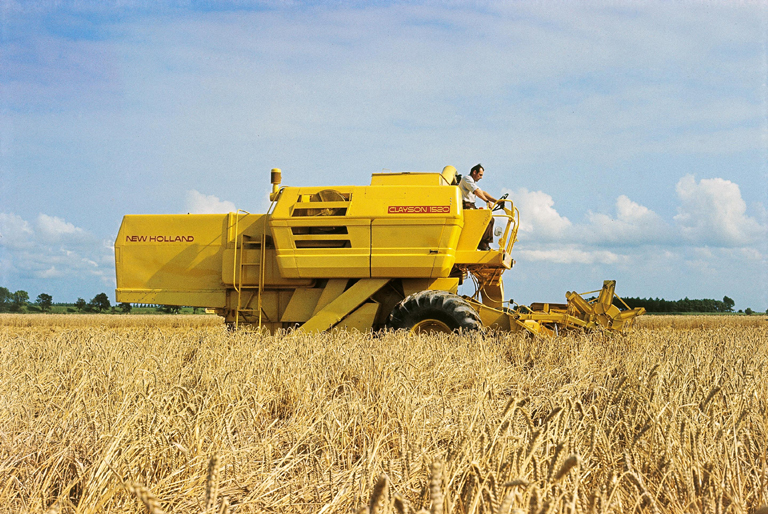
Clayson M1520